# Pili bifurcati
Pili bifurcati o pelo bifurcado es una alteración en el desarrollo del pelo que forma parte del grupo de afecciones llamadas diplasias pilosas. Se caracteriza porque el pelo se bifurca en dos ramas paralelas que se fusionan posteriormente, manteniendo cada una de ellas su cutícula propia. Debido a la fragilidad del cabello, este se rompe con facilidad, provocando calvicie difusa más intensa en algunas zonas. 
La frecuencia del trastorno es muy escasa, por lo que se incluye dentro del grupo de enfermedades raras. Puede presentarse de forma aislada o asociarse a otras anomalías del pelo como el pili canaliculi y el  monilethrix. En ocasiones se presenta en pacientes afectados de colitis ulcerosa, resecciones intestinales, trisomía del cromosoma 8 con mosaicismo (síndrome de Warkany 2) y estados de deficiencias proteicas. 